# Wielichowo (gmina)
Pour les articles homonymes, voir Wielichowo (homonymie).
Wielichowo est une gmina mixte du powiat de Grodzisk Wielkopolski, Grande-Pologne, dans le centre-ouest de la Pologne. Son siège est la ville de Wielichowo, qui se situe environ 13 km au sud de Grodzisk Wielkopolski et 50 km au sud-ouest de la capitale régionale Poznań.
La gmina couvre une superficie de 107,58 km2 pour une population de 6 894 habitants en 2011.

## Géographie

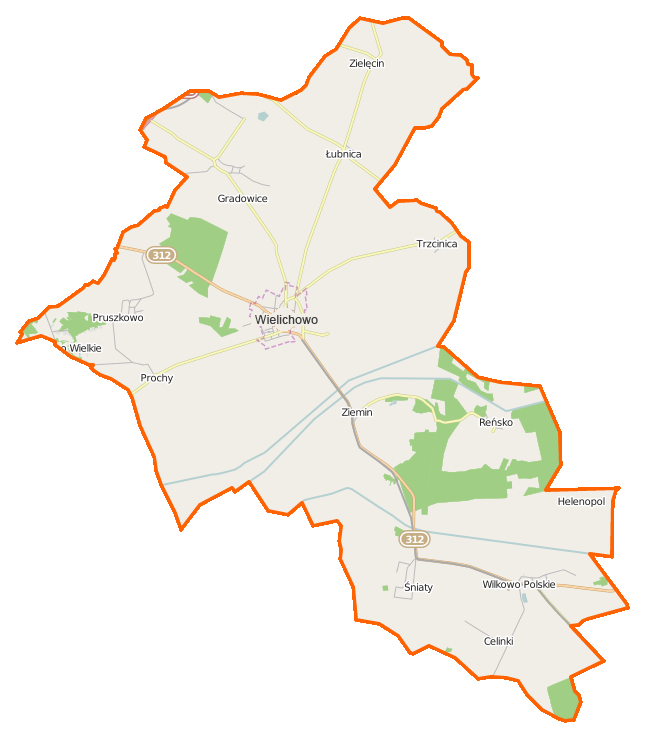
Plan de la gmina.

Outre la ville de Wielichowo, la gmina inclut les villages de:
- Augustowo
- Celinki
- Dębsko
- Gradowice
- Łubnica
- Piotrowo Wielkie
- Prochy
- Pruszkowo
- Reńsko
- Śniaty
- Trzcinica
- Wielichowo-Wieś
- Wilkowo Polskie
- Zielęcin
- Ziemin

### Gminy voisines
La gmina de Wielichowo est bordée des gminy de :
- Kamieniec
- Przemęt
- Rakoniewice
- Śmigiel

## Structure du terrain
D'après les données de 2013, la superficie de la commune de Wielichowo est de 107,58 km², répartis comme tel :
- terres agricoles : 81 %
- forêts : 14,1 %

La commune représente 16,71 % de la superficie du powiat.